# Liste d'objets célestes de l'Aigle
Cet article recense les principaux objets célestes situés dans la constellation de l'Aigle.

## Amas

### Amas globulaires
- NGC 6712
- NGC 6760

### Amas ouverts
- NGC 6709
- NGC 6749
- NGC 6755

## Nébuleuses planétaires
- NGC 6804
- NGC 6751
- NGC 6781

## Autres
- Barnard 143, nébuleuse obscure

### Sources
- N. G. Roman, « Identification of a Constellation from a Position », 1987 (consulté le 26 décembre 2006)